# Бардов, Василий Гаврилович
Бардов Василий Гаврилович (Бардаков) — украинский медик. Родился в селе Новочудново Казанковського района Николаевской области, на берегах реки Висуны 25 мая 1948 года. Доктор медицинских наук, профессор, член-корреспондент АМН Украины, лауреат Государственной премии Украины в области науки и техники (1997 г), заведующий кафедрой Пропедевтики гигиени и экологии, военной, радиационной гигиены Национального медицинского университета им. акад. А. А. Богомольца. Выпускник санитарно-гигиенического факультета Киевского медицинского института, ученик школы профессора Р. Д. Габовича. Автор более 820 научных трудов, подготовил более 70 докторов и кандидатов наук. Научное направление — влияние гелиометеотропных факторов на организм и здоровье человека, гелиометеозависимость людей. Эксперт Совета национальной безопасности и обороны Украины.